# Бордолано
Бордолано (итал. Bordolano) је насеље у Италији у округу Кремона, региону Ломбардија.
Према процени из 2011. у насељу је живело 621 становника. Насеље се налази на надморској висини од 62 м.

## Становништво
| 1931. | 1936. | 1951. | 1961. | 1971. | 1981. | 1991. | 2001. | 2011. |
| ----- | ----- | ----- | ----- | ----- | ----- | ----- | ----- | ----- |
| 1.245 | 1.140 | 1.201 | 964   | 703   | 596   | 561   | 567   | 621   |